# MÁV M44 sorozat

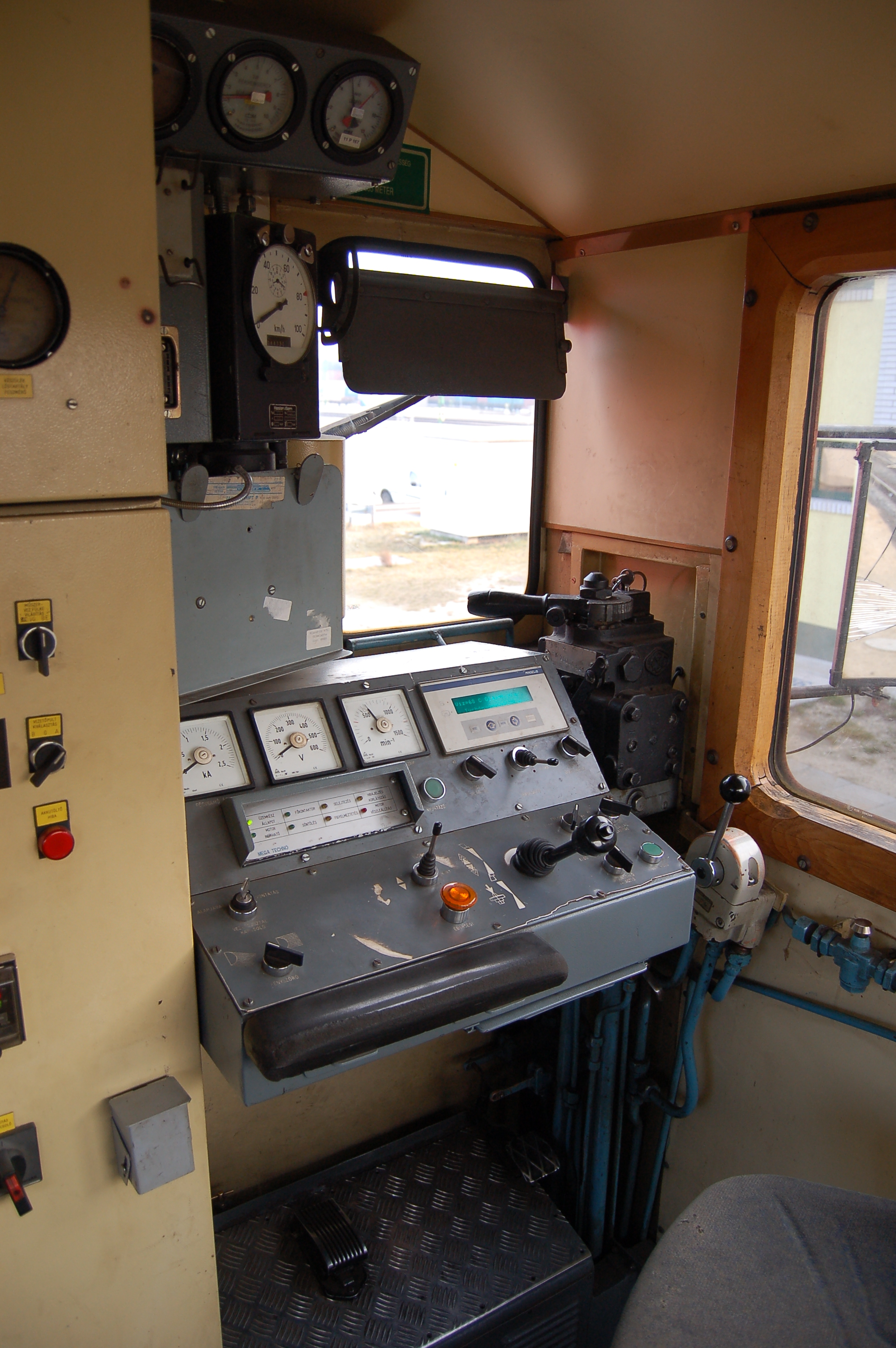
A remotorizált M44-es mozdony vezetőállása

A MÁV M44 sorozat a MÁV legnagyobb darabszámú, Bo’Bo’ tengelyelrendezésű tolatómozdonya. Beceneve „Bobó”.
Ugyanilyen mozdonyokat használ még a GYSEV, a budapesti HÉV-vonalakon a MÁV-HÉV, a Lengyel Államvasutak (PKP) Lengyelországban, a Bolgár Államvasutak (BDŽ) Bulgáriában, a Horvát Vasút (HŽ) Horvátországban és a Szerb Államvasutak (ŽS) Szerbiában, valamit több hazai és külföldi ipari üzem is.
A hasonló konstrukciójú iparvasúti mozdonyok sorozatjele A25.
A gyártó MÁVAG, illetve Ganz–MÁVAG DVM2 gyári típusjelű mozdonya egyértelműen a második világháború utáni magyar vasúti járműgyártás legsikeresebb típusa, mely nemcsak idehaza, de számos külföldi országban is nagy számban futott és jelentős részük fut a mai napig is. Egyszerű robusztus szerkezete és megbízhatósága miatt igen kedvelt és kifejlesztésének idején kategóriájában világviszonylatban is az egyik legjobban sikerült típusnak számított.

## Története
A DVM2 gyári jelzésű mozdonyok fejlesztése az ötvenes évek elején kezdődött, majd a 2 prototípus-mozdony 1954-ben hagyta el a MÁVAG mozdonygyár kapuját.
Az 1955-1956-ban elvégzett hazai próbák kihozták a jármű gyermekbetegségeit, majd az alapjában véve pozitív tapasztalatokra építve, a hibákat kijavítva megkezdődött a mozdonytípus sorozatgyártása. Az első hét mozdony 1957 legvégén került a MÁV vonalaira.
A mozdonyok 4 tengelyes, 600 LE teljesítményű, 62 tonna össztömegű dízel-villamos járművek, melyek elsősorban tolatási célokra készültek, azonban 80 km/h végsebességük széles körű felhasználási területet biztosított számukra a kisebb és közepes terhelésű tehervonati szolgálatban is. Kezdetben, fűtésmentes időszakokban személy, sőt gyorsvonatokat is továbbítottak.
A mozdonyok igen sikeresnek bizonyultak, 1954 és 1976 között a típusból összesen 926 darab készült. A MÁV mintegy 200 darabos állománya mellett a hazai vonalakon a GYSEV, a HÉV és igen sok iparvállalat hálózatán is közlekedtek, illetve ma is sikerrel teljesítenek szolgálatot.
Kisebb-nagyobb módosításokkal a lengyel, a jugoszláv és szovjet, valamint a távoli koreai vasutak hálózatán is megjelentek, öregbítve az akkori magyar vasúti járműgyártás jó hírnevét.
Az ezredfordulóra a műszaki fejlődés és az üzemeltetői igények a mozdonytípus korszerűsítését tették szükségessé, amelyet először a GYSEV soproni karbantartó műhelyében, később a MÁV Szolnoki Járműjavítóban végeztek el a nagyobb teljesítményű és korszerűbb motorok beépítése mellett a teljes járművet rekonstruálva. Sopronban 2008-ig 14, Szolnokon pedig 40 darab felújított mozdony készült el, ugyanakkor az eredeti kivitelű járművek jelenleg már csak a MÁV-HÉV üzemeltetésében közlekednek, melyek a cég belsős szállításainál, és anyagolásait végzik.

## Képgaléria

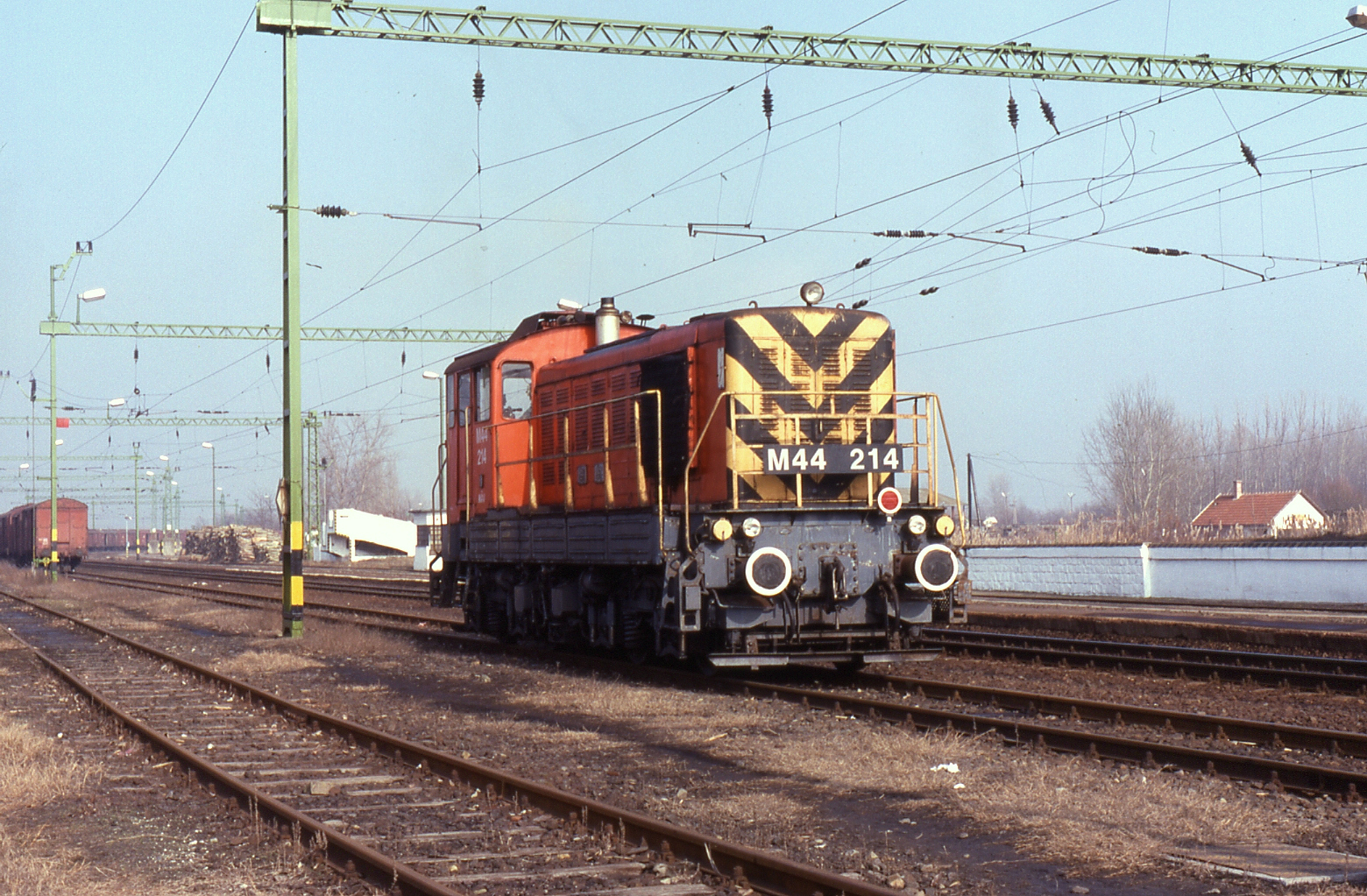
M44-es Kiskunmajsán
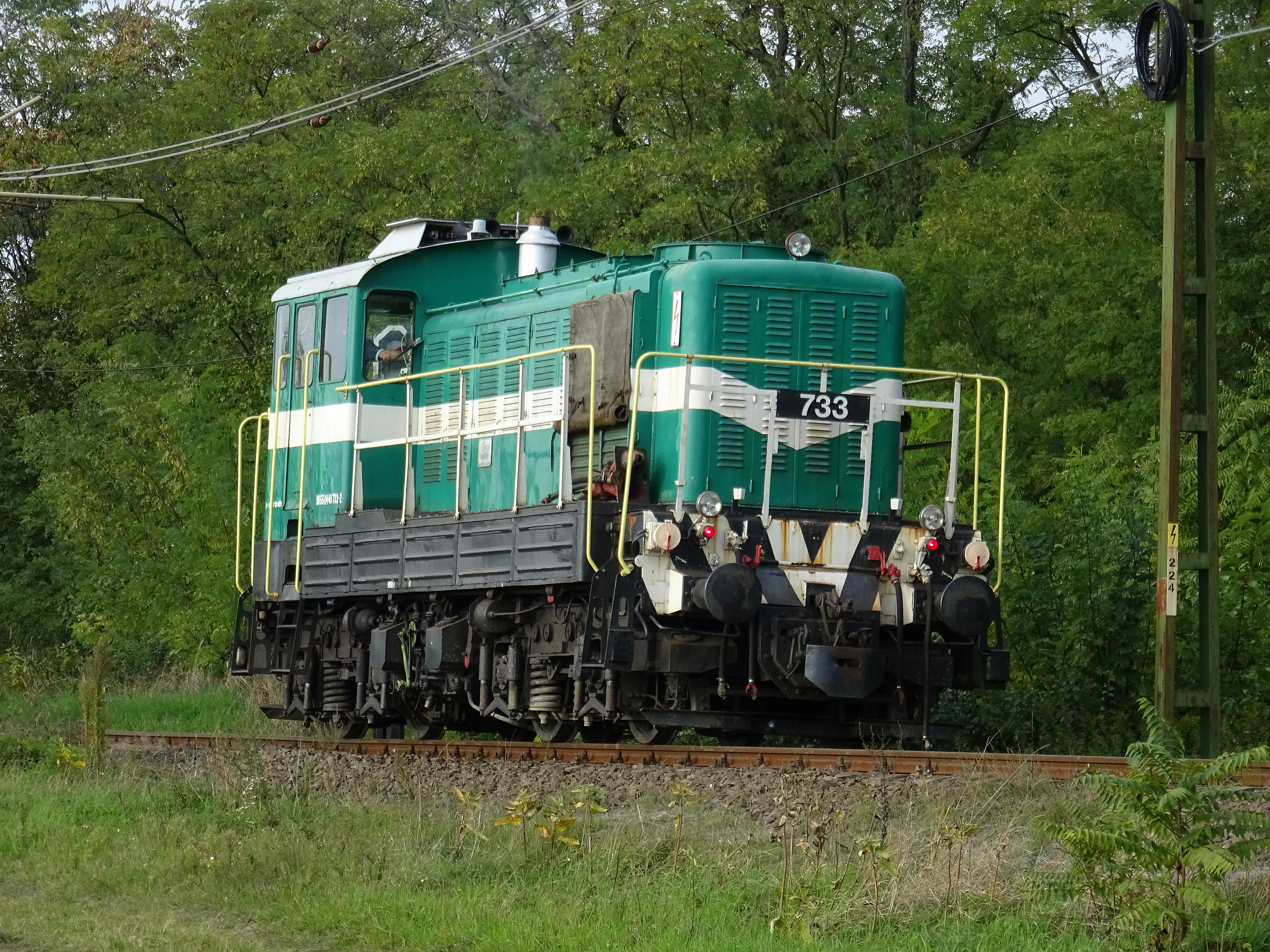
A MÁV-HÉV 733-as pályaszámú Bobója Szigetszentmárton-Szigetújfalunál
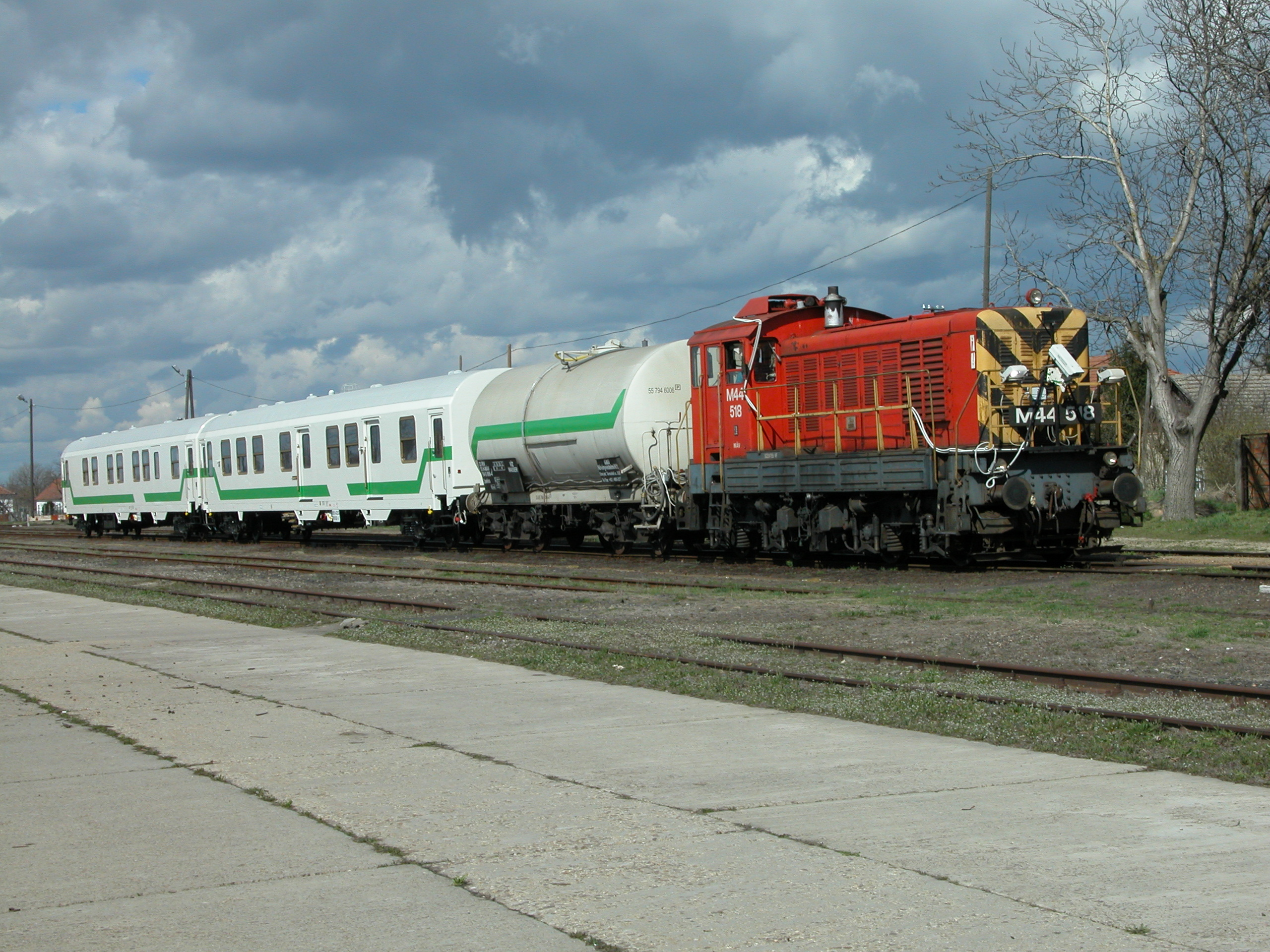
A G&G Kft gyomnövényirtó vonata Földeák állomáson
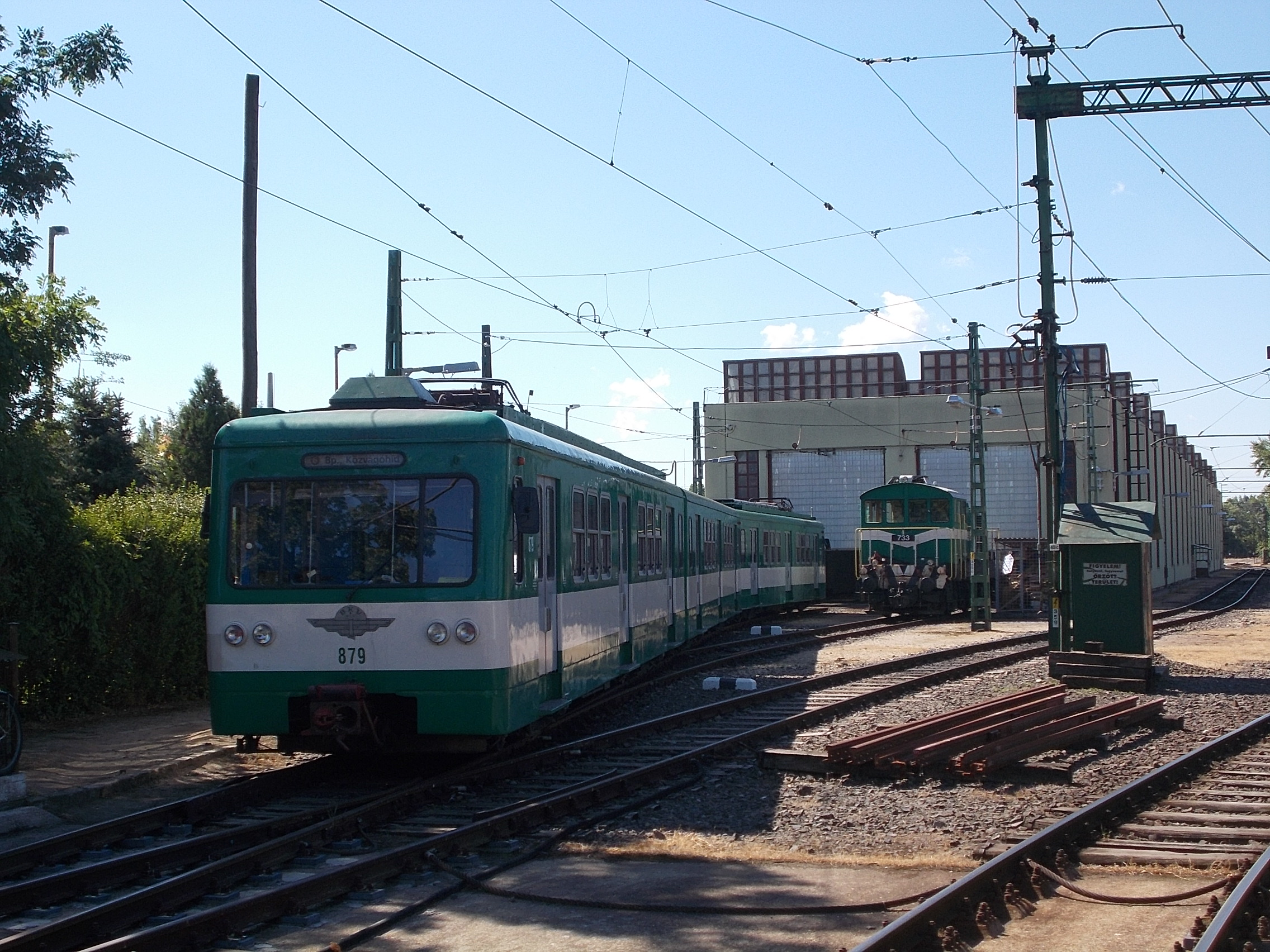
Ráckeve HÉV-állomás, a MÁV-HÉV Zrt. 733-as pályaszámú Bobója, és a 879-es pályaszámú MX típusú motorvonata a vontatási telep előtt.
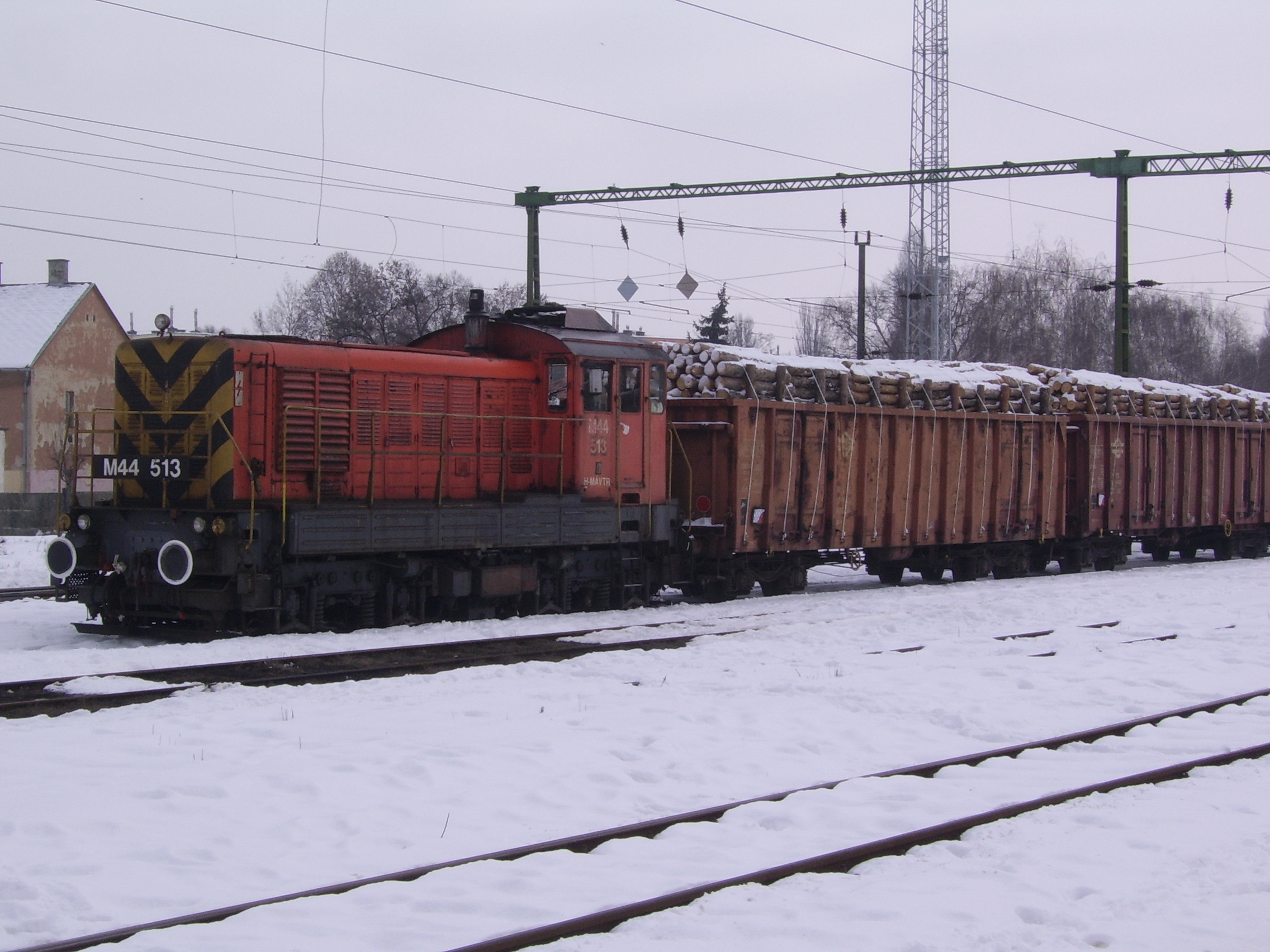
M44 513 fával megrakott tehervonattal érkezett Lajosmizse felől Kecskemét állomásra
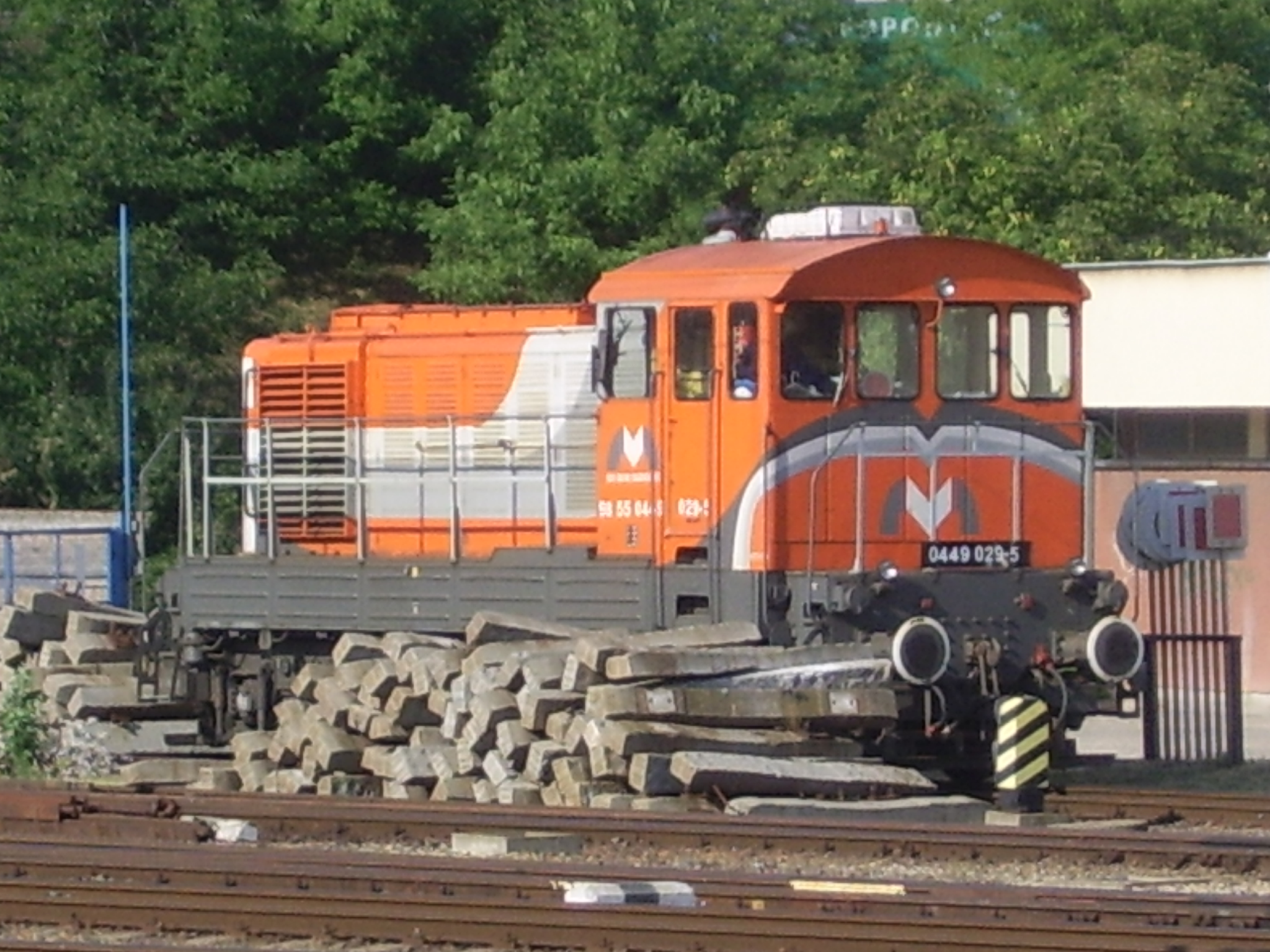
Az MMV M44 sorozatú dízelmozdonya Kelenföldön
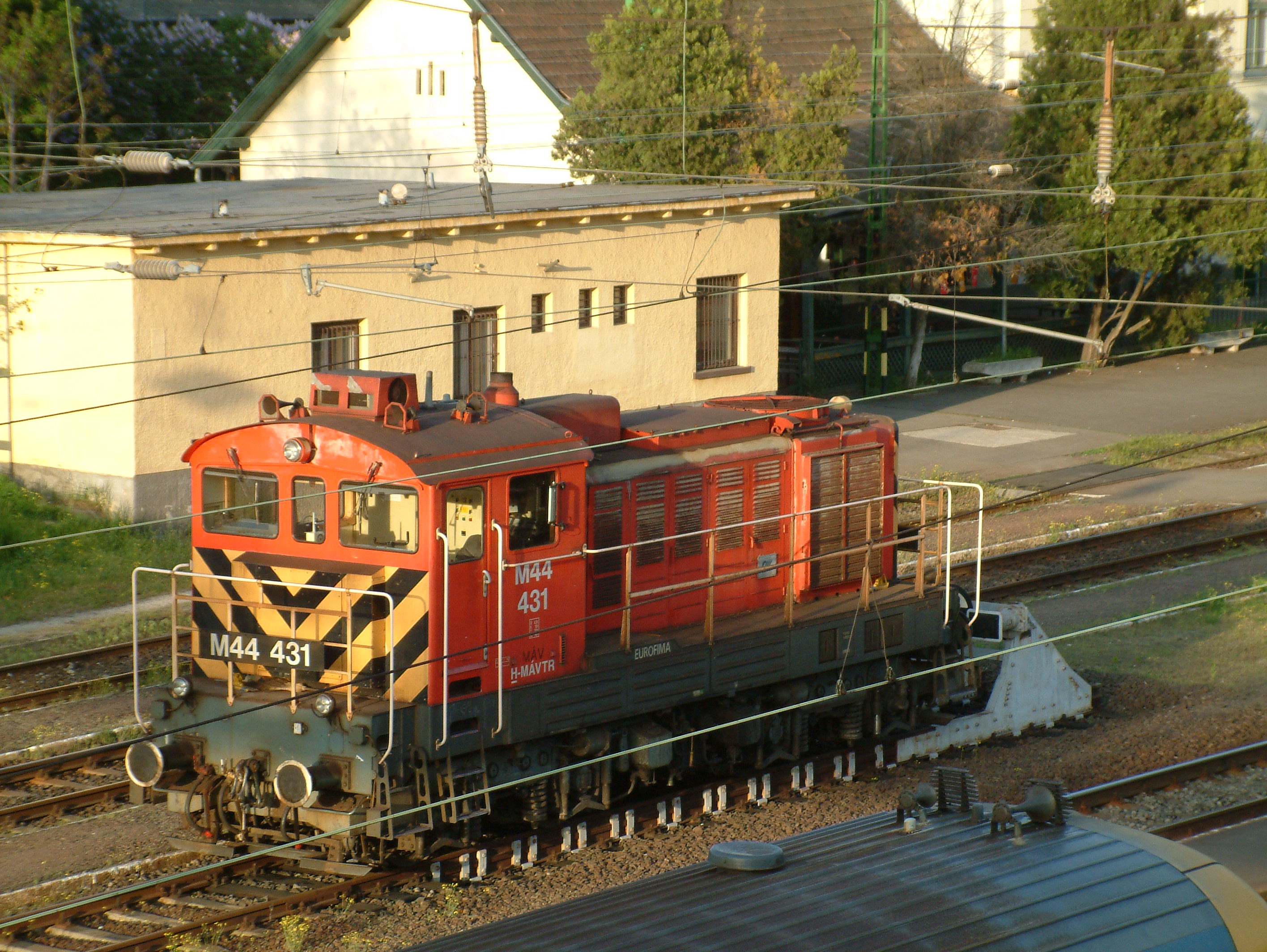
M44-es dízelmozdony Szob vasútállomáson
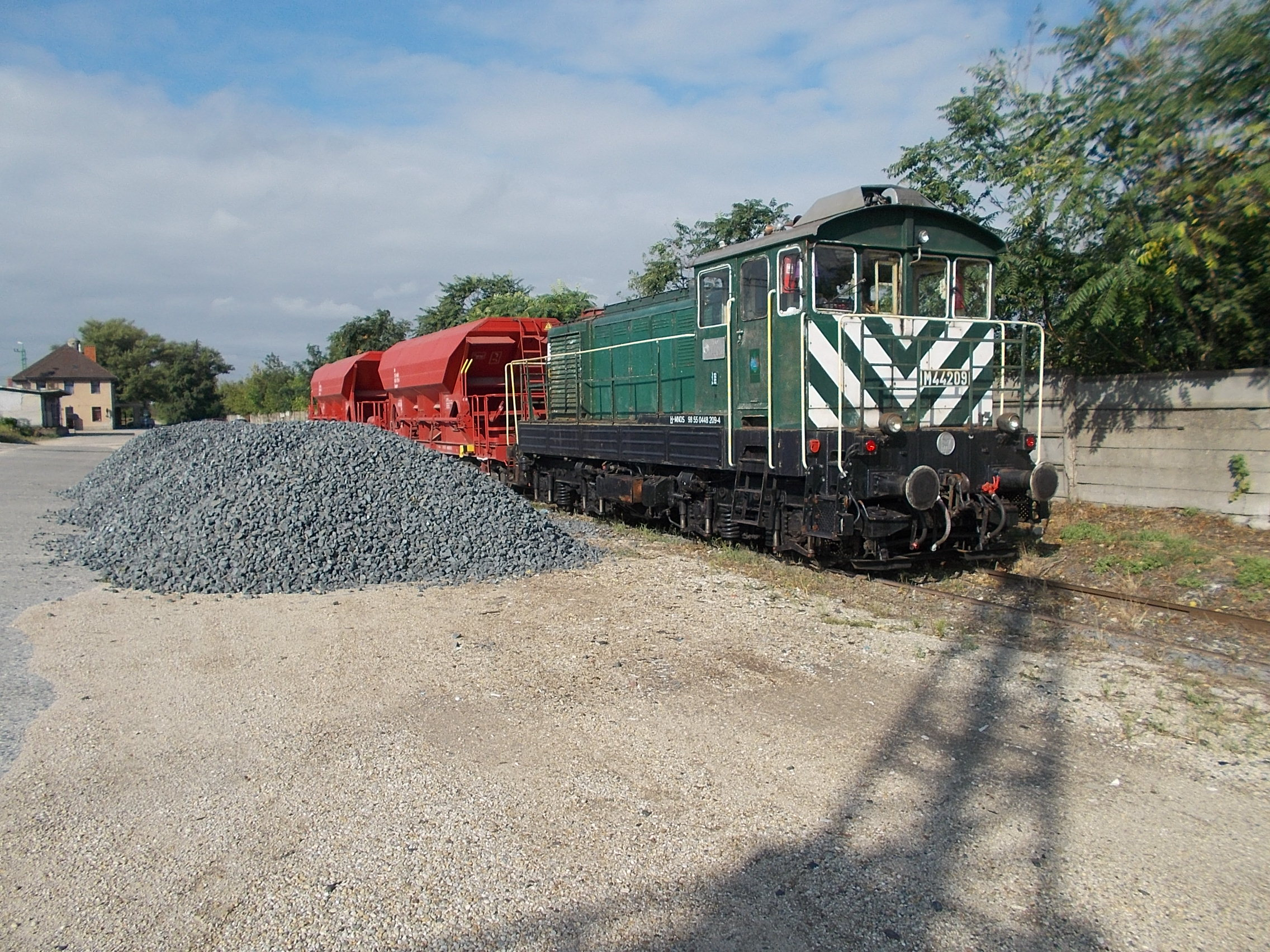
M44 209 mozdony (ex M424 5001) kőszóró kocsikkal. Várpalota vasútállomás a Székesfehérvár–Szombathely-vasútvonal mentén
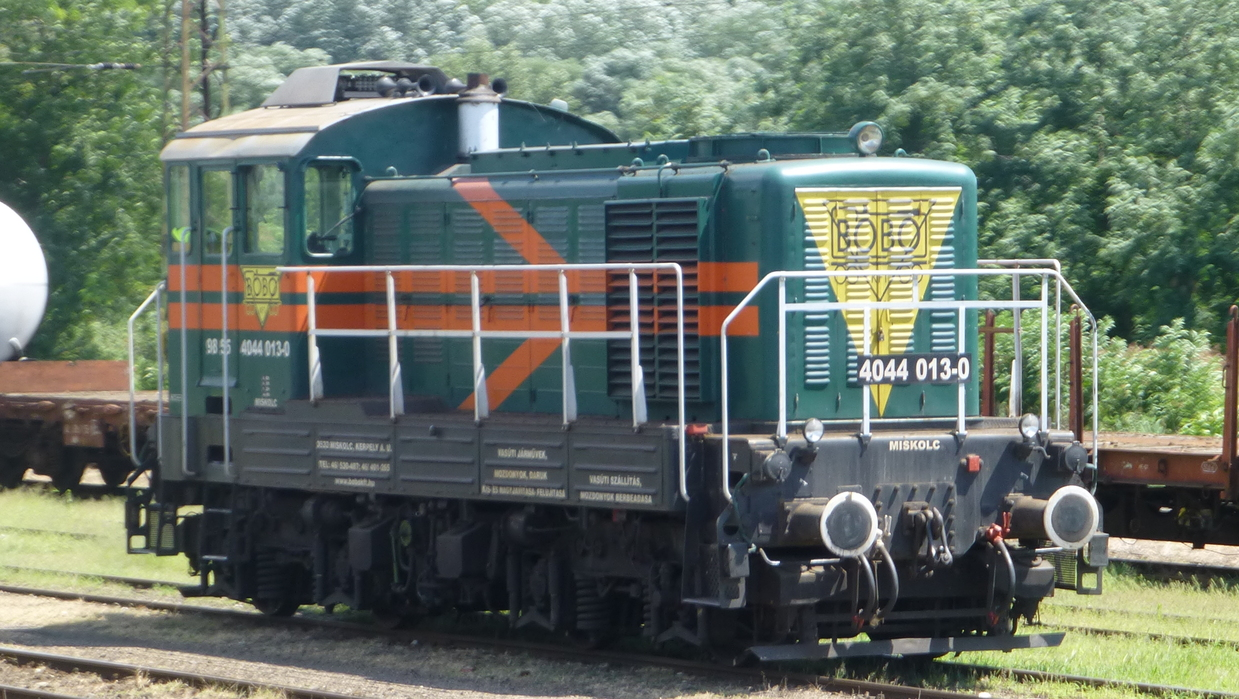
A BoBo kft. M44 típusú dízelmozdonya Szeged-Rendező tárolóvágányán
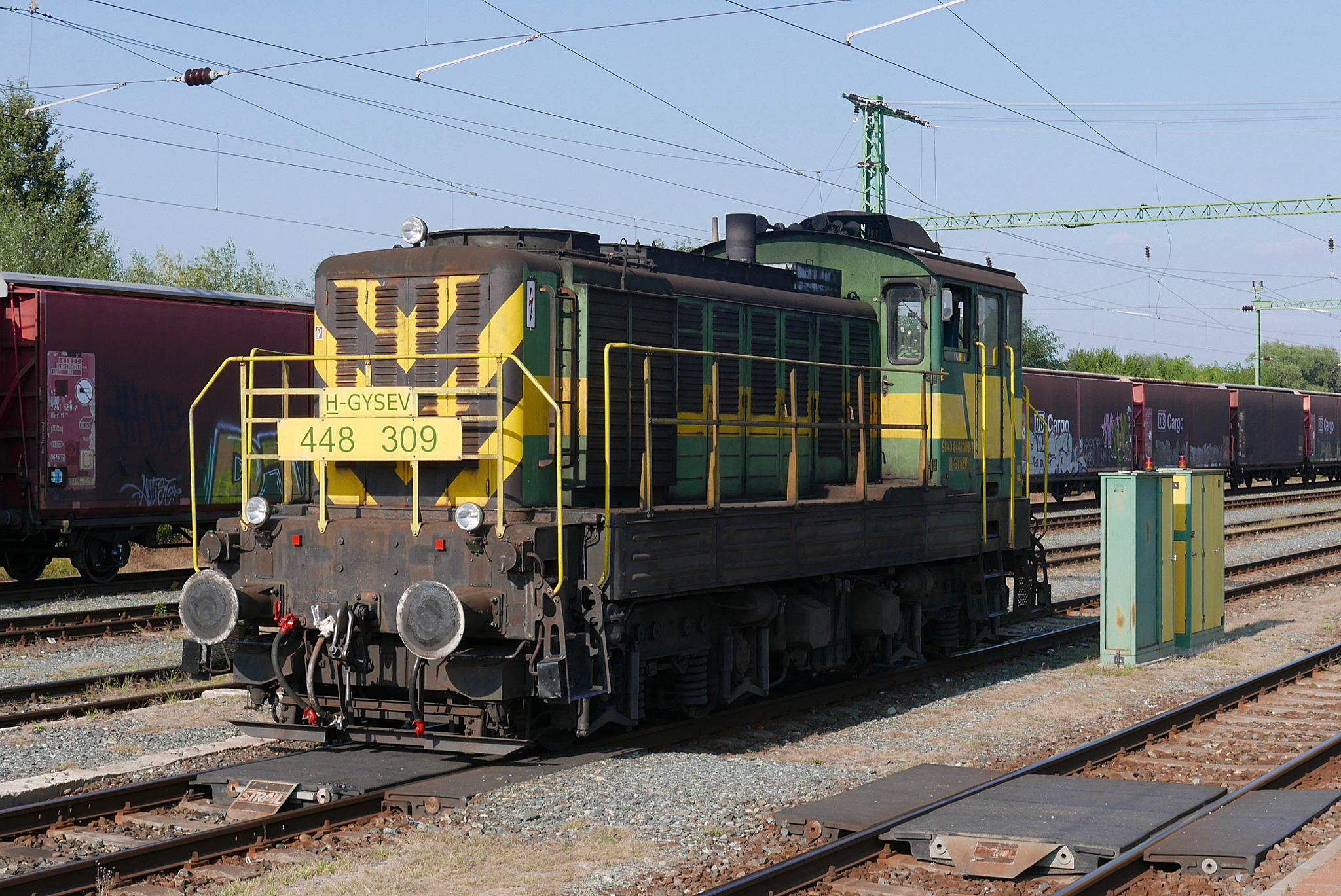
GYSEV M44 Szentgotthárd állomáson
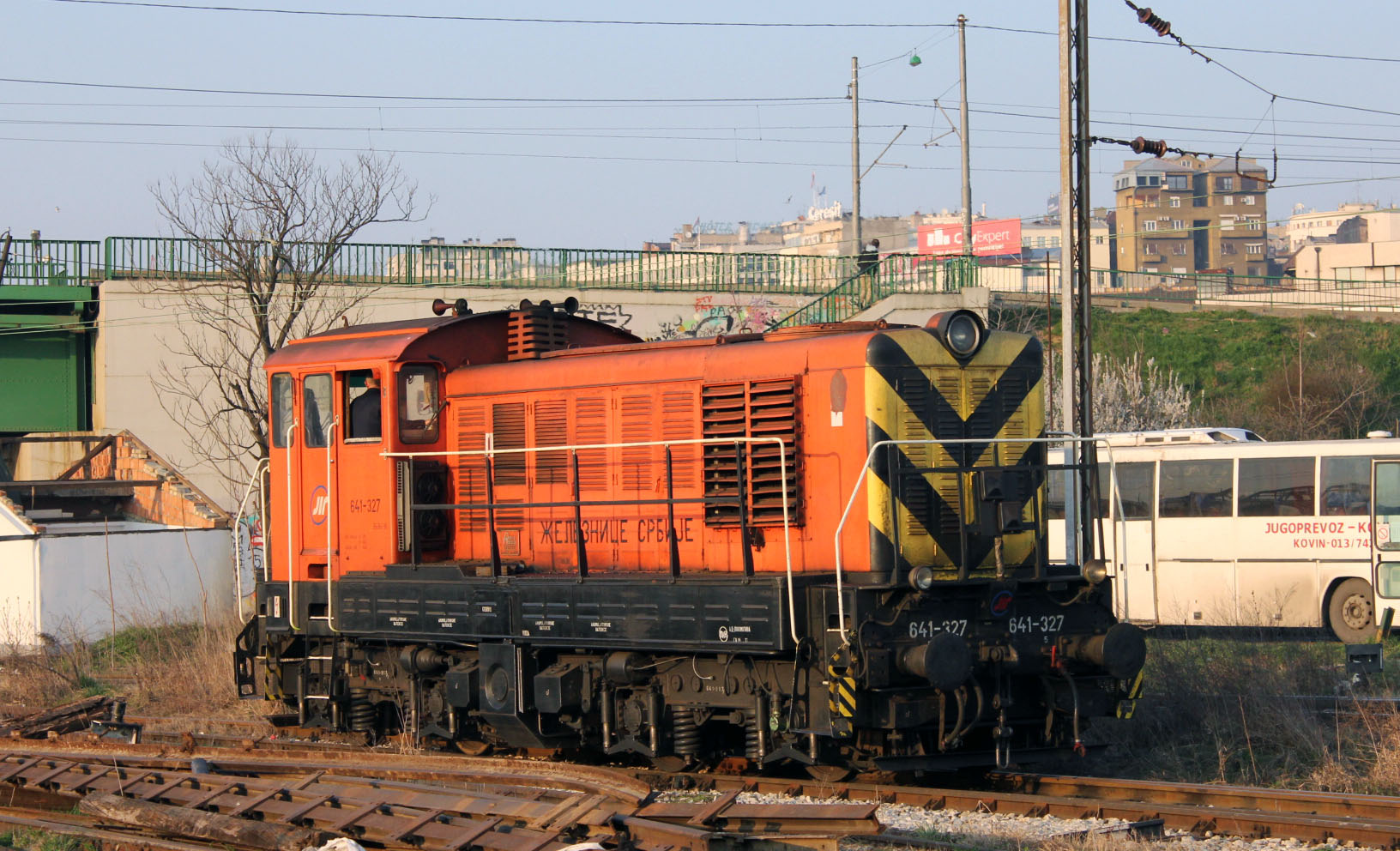
Belgrádban
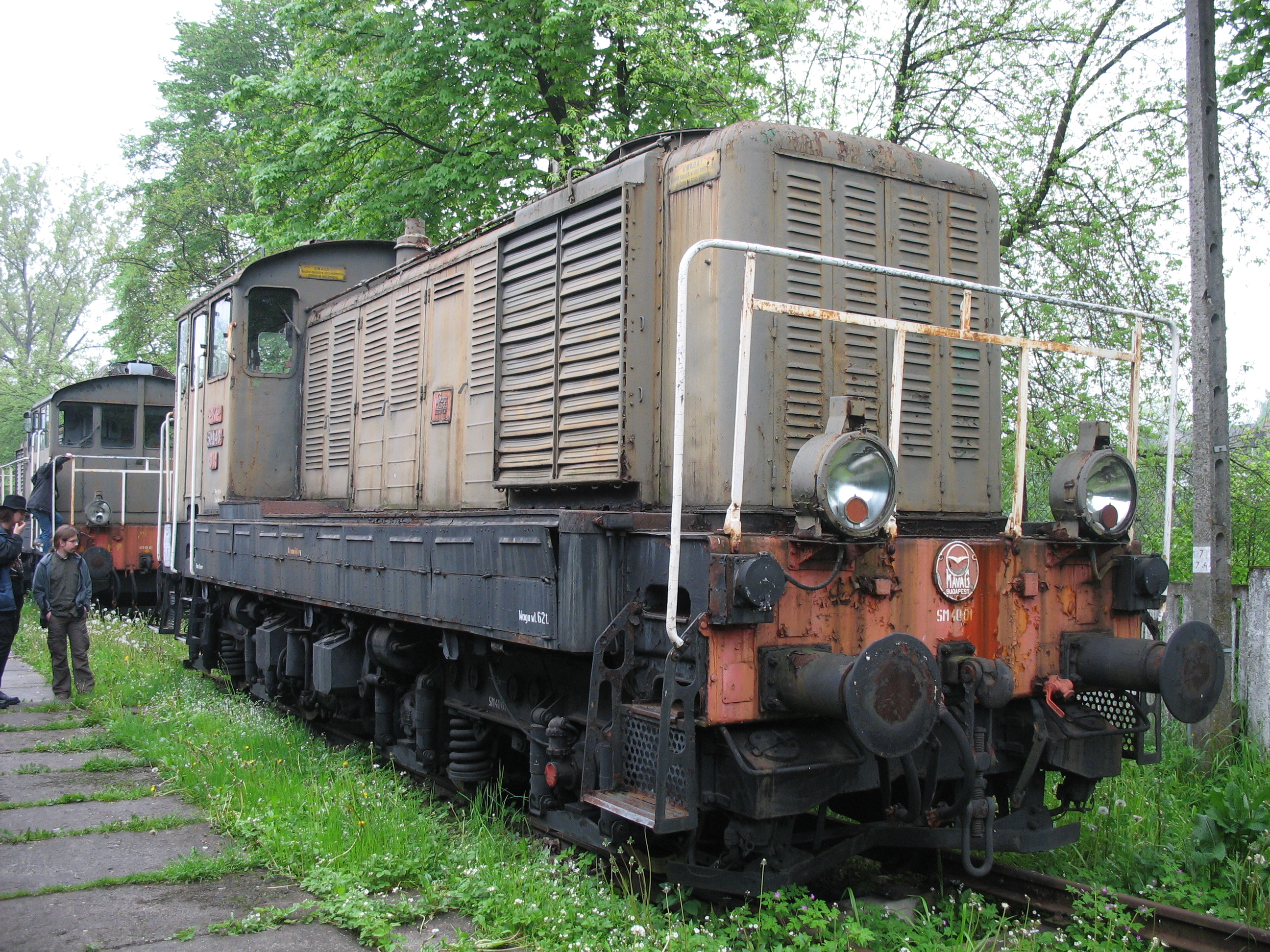
A lengyel változat
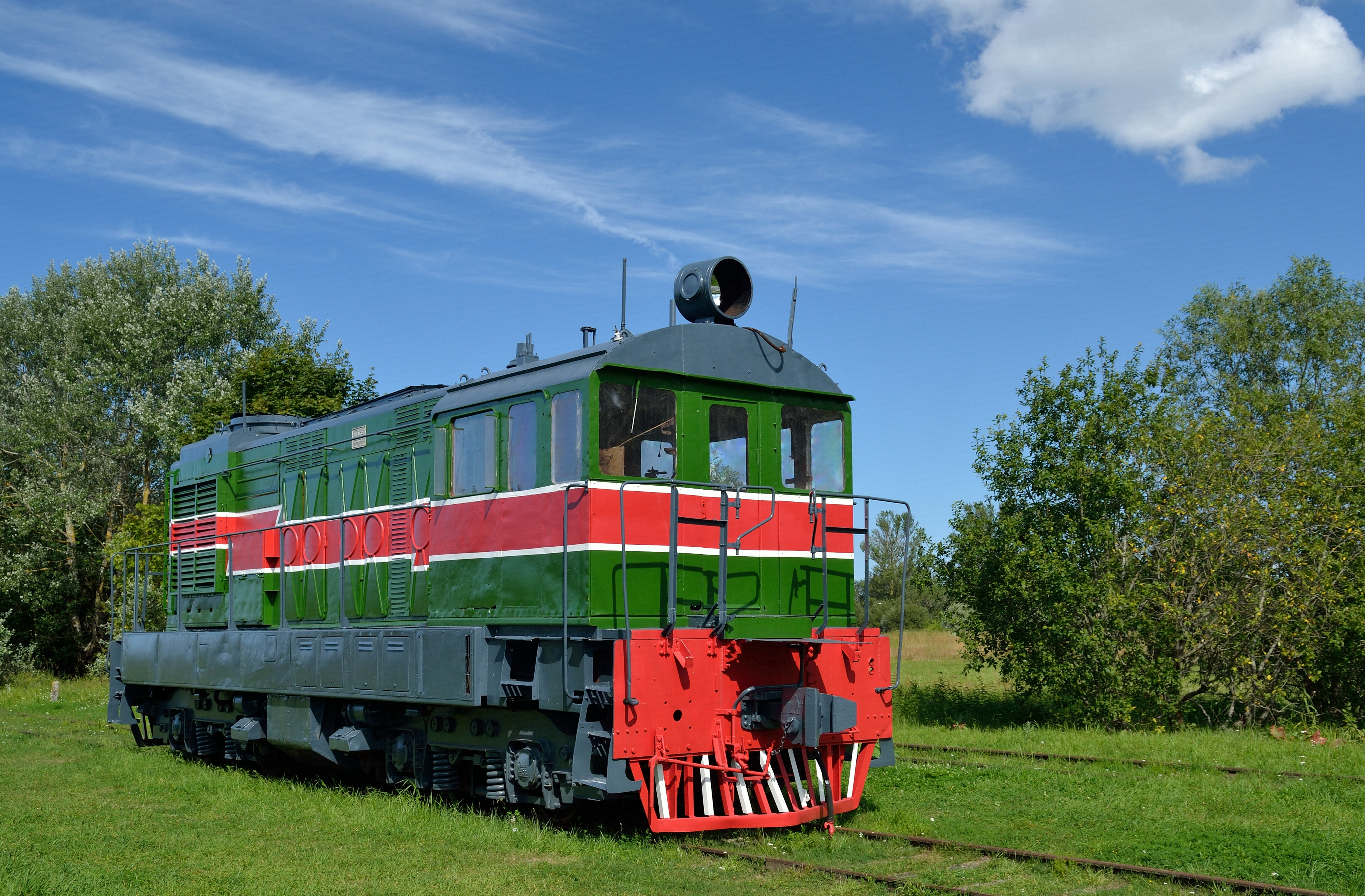
A szovjet változat (VME1 sorozat) Észtországban, a haapsalui vasúti múzeumban
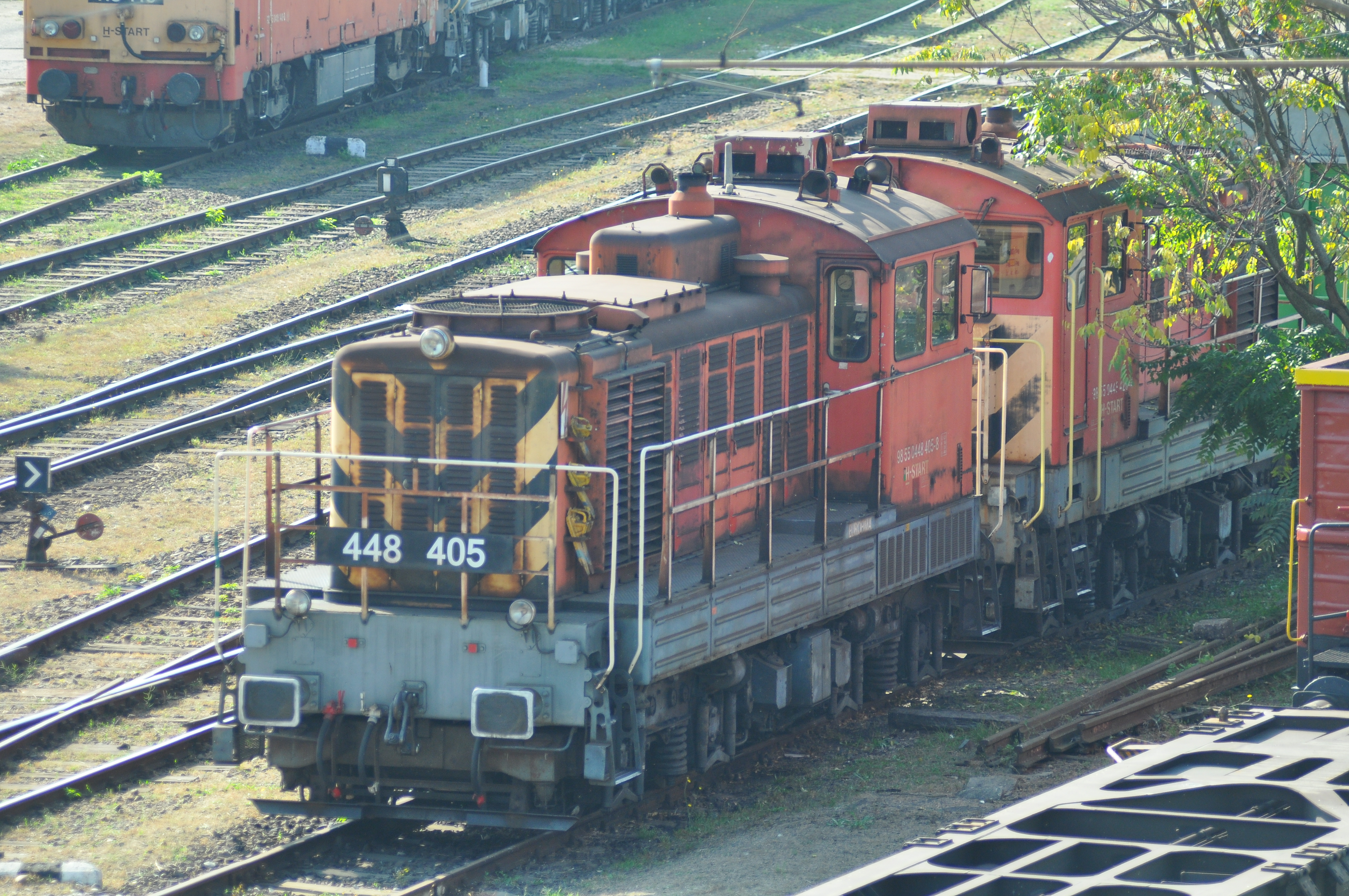
H-START 448 405 és 448 426 “Bobók” állnak párban Ferencvároson

## Mozdonylista
| - 032 - Volt egyszer egy Északi... A történet folytatódik - 040 - Volt egyszer egy Északi... A történet folytatódik - 056 - MÁV-HÉV - 062 - Szolnok - 076 - Győr - 103 - Győr - 112 - MÁV-HÉV - 123 - Győr - 142 - Győr | - 146 - Békéscsaba - 149 - Békéscsaba - 152 - Szolnok - 156 - Szeged - 157 - Szolnok - 159 - Szeged - 209 - MÁV Nosztalgia Kft. - 211 - Magyar Vasúttörténeti Park - 215 - MÁV-HÉV | - 503 - MÁV-HÉV - 505 - MÁV-HÉV - 508 - Szeged - 509 - Szolnok - 513 - Szeged - 517 - MÁV-HÉV - 518 - Békéscsaba - 522 - Szeged - 523 - Szeged |

## Iparvasúti használat
A magyar iparvasútakon legkevesebb 129 db A25-ös szolgált, ezek egy részét mára már törölték az állományból.

## A sorozat jövője
A MÁV-TRAKCIÓ Zrt. 2008-ban elfogadott mozdonykoncepciójában fontos hangsúlyt kapott a járműtipizálásban rejlő előnyök fokozottabb érvényesítése. Döntöttek arról, hogy a MÁV M47 sorozatú mozdonypark lesz a középtávon megtartandó és korszerűsítésre érdemes, alkalmas tolatómozdony sorozat. MÁV-nál az 1956 és 1970 között beszerzett és üzembe helyezett M44-es mozdonyok közül negyvenen 1999 és 2004 között végrehajtott részleges korszerűsítés eredményeképpen azok élettartama 2015–2019-ig meghosszabbítható lett. A 2004-ig fel nem újított példányok selejtezése már folyamatban van. A felújítást nem kapott M44-esek napjainkra gyakorlatilag kiszorultak a közforgalomból. A felújított M44-esek viszont 2015 után újabb felújításra szorulnának. Mivel az ezredfordulón elvégzett M44 korszerűsítés során csak részleges felújítást kaptak, a mozdony járműszerkezeti része az eredeti konstrukcióhoz képest változatlan, felújítatlan maradt. A mozdonyok további korszerűsítése ezért nem célszerű. (Többek között a forgóvázak, a vontatómotorok és a fékrendszer korszerűsítése kimaradt, az akkor csak részleges felújítást kapott M44-esek sorsa is lassan eldőlt.)
Az M44 mozdonysorozat legfiatalabb felújított üzemképes járműve is elmúlt már negyvenéves. Mivel a mozdony főkeret feletti berendezések, gépek korszerűsítése hamarosan újra esedékes lenne, ez gyakorlatilag új mozdonnyal összemérhető mennyiségű és költségű korszerűsítési munkát jelenthet, tehát gazdaságosan nem ismételhető meg az M44-esek felújítása. Ugyanakkor az 1974 és 1976 között nagy mennyiségben beszerzett M47 sorozatú mozdonyok átlagos életkora az M44-esekhez mérten mintegy 15-20 évvel alacsonyabb. A meglévő, közelmúltban felújított illetve még fel nem újított M47-es vontatójárművek száma együtt több, mint amennyinek dízeltolatási feladat jut napjainkban és az előrejelzések szerint a jövőben. Az 1990-es évek elejétől a tolatási feladatok csökkenése és a vonalvillamosítás folytatása együtt oda vezetett, hogy a dízel tolatómozdonyok egy jelentős része feladat nélkül (és javítás nélkül) a vontatási telepeken áll. Napjainkra az is véglegessé vált, hogy a mai és a jövőbeni tolatási feladatok ellátására nincs szükség ennyi, és főleg nem kétféle dízel tolatómozdony-sorozat hosszabb távon való párhuzamos üzemben tartására. A dízel tolatómozdony sorozat tipizálásának vitathatatlan üzemeltetési és karbantartási előnyeit a gazdaságosabb (olcsóbb) tolatásra törekvés kényszere tovább erősíti. Dönteni kellett abban a kérdésben, hogy melyik sorozat maradjon középtávon a MÁV dízel tolatóparkja. A fenti indokok alapján született meg a döntés az említett M47-esek mellett.